# Iguarassua schubarti
Iguarassua schubarti is een hooiwagen uit de familie Stygnidae.